# George Wald

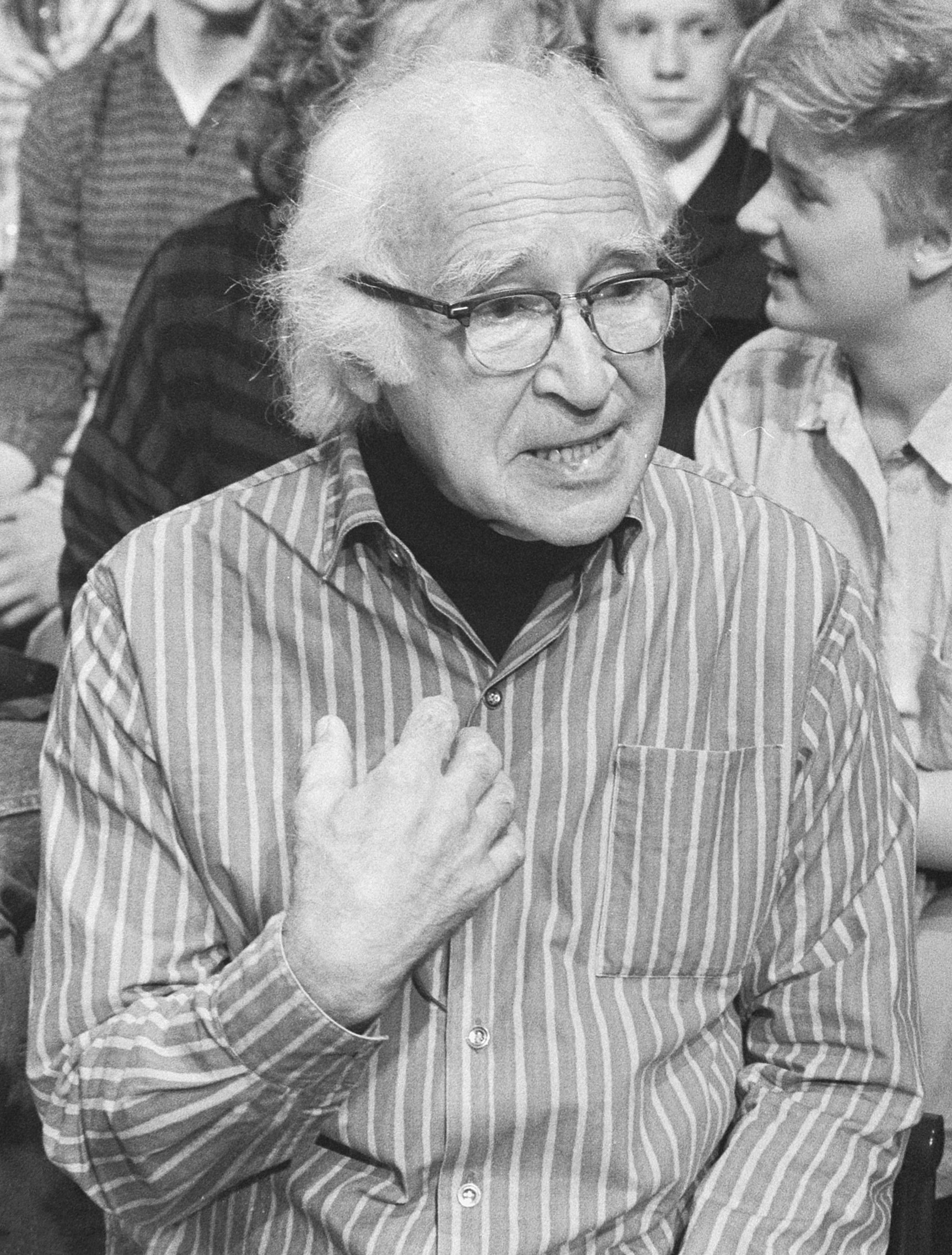
George Wald, 1987

George Wald (* 18. November 1906 in New York, USA; † 12. April 1997 in Cambridge, Massachusetts, USA) war ein US-amerikanischer Biologe, Physiologe, Biochemiker und Nobelpreisträger.

## Leben und Werk
Wald schloss sein Studium der Biologie in New York 1928 ab und wurde 1932 an der Columbia University zum PhD im Fach Zoologie promoviert. Anschließend folgten Forschungsaufenthalte als Stipendiat des Nationalen Forschungsrates bei Otto Warburg in Berlin, bei Paul Karrer in Zürich und bei Otto Fritz Meyerhof in Heidelberg. Als Jude musste er wegen der Machtergreifung der Nationalsozialisten 1933 Deutschland verlassen. Er kam zunächst an die University of Chicago, dann 1934 an die Harvard University. Dort wurde er später Professor. 
Wald erhielt 1953 den Albert Lasker Award for Basic Medical Research und 1967 gemeinsam mit Ragnar Granit und Haldan Keffer Hartline den Nobelpreis für Medizin für die Untersuchung der physiologischen und chemischen Sehvorgänge im Auge.
Ihm gelang unter anderem die Entschlüsselung der Funktion von Vitamin A (Entdeckung von Vitamin A1 = Retinol und Vitamin A2 = Dehydroretinol in der Retina) und des Sehpurpurs oder Rhodopsins in den Stäbchen der Retina. Bereits bei Warburg in Berlin hatte er den Zusammenhang zwischen Vitamin A und dem Sehvorgang nachweisen können.
1967 hielt er die Paul-Karrer-Vorlesung. 1948 wurde Wald in die American Academy of Arts and Sciences und 1950 zum Mitglied der National Academy of Sciences gewählt. Seit 1958 war er Mitglied der American Philosophical Society.